# La Providencia, San Miguel de Allende
La Providencia är en ort i Mexiko.   Den ligger i kommunen San Miguel de Allende och delstaten Guanajuato, i den centrala delen av landet, 240 km nordväst om huvudstaden Mexico City. La Providencia ligger 2 116 meter över havet och antalet invånare är 108.
Terrängen runt La Providencia är kuperad åt nordväst, men åt sydost är den platt. Runt La Providencia är det ganska tätbefolkat, med 96 invånare per kvadratkilometer. Närmaste större samhälle är San Miguel de Allende, 10,7 km sydväst om La Providencia. Omgivningarna runt La Providencia är en mosaik av jordbruksmark och naturlig växtlighet.